# Sean Anders
Sean Anders is een Amerikaanse acteur en producer. Hij raakte bekend door de komische film Sex Drive.

## Privé
Hij is de broer van de actrice Andrea Anders.

## Filmografie
| Jaar | Film                   | Info                                      |
| ---- | ---------------------- | ----------------------------------------- |
| 2005 | Never Been Thawed      | Regisseur en auteur                       |
| 2007 | Playing Chicken        | Auteur en uitvoerend producent            |
| 2008 | Sex Drive              | Regisseur en auteur                       |
| 2010 | Hot Tub Time Machine   | Auteur                                    |
| 2010 | She's Out of My League | Auteur                                    |
| 2011 | Mr. Popper's Penguins  | Auteur                                    |
| 2012 | That"s My Boy          | Regisseur                                 |
| 2013 | We're the Millers      | Auteur                                    |
| 2014 | Dumb and dumber to     | Auteur                                    |
| 2014 | Horrible bosses 2      | Regisseur en auteur                       |
| 2015 | Daddy's Home           | Regisseur, auteur en uitvoerend producent |
| 2017 | Daddy's Home 2         | Regisseur, auteur en uitvoerend producent |
| 2018 | Instant Family         | Regisseur, auteur en producent            |
| 2019 | Countdown              | Producent                                 |

- Biblioteca Nacional de España: XX4970041
- Bibliothèque nationale de France: cb16159762v (data)
- Gemeinsame Normdatei: 139342516
- International Standard Name Identifier: 0000 0001 1938 3716
- Library of Congress Control Number: no2010101082
- MusicBrainz: 49874e05-facc-4745-abf6-20c967a0c84c
- Nationale Bibliotheek van Tsjechië: xx0242174
- Nationale Bibliotheek van Israël: 987008729238405171
- Nationale Bibliotheek van Polen: a0000002606914
- Nederlandse Thesaurus van Auteursnamen: 390934100
- Système universitaire de documentation: 162481934
- Virtual International Authority File: 102431179
- WorldCat: E39PBJq6RxHmB69M8YggwMyjmd